# Team 7 Eleven Road Bike Philippines/2015
Deze pagina geeft een overzicht van de wielerploeg Team 7 Eleven Road Bike Philippines in 2015.

## Transfers
| Inkomend         | Team 2014        | Uitgaand            | Team 2015                         |
| ---------------- | ---------------- | ------------------- | --------------------------------- |
| Jae Yeon Im      | CCN Cycling Team | Daniel Patten       | Team Wiggins                      |
| Denver Casayuran | Geen             | Nicolas Edmundo     | Onbekend                          |
| Kenny Nijssen    | Onbekend         | Carlos Gasmen       | Onbekend                          |
| Roel Quitoy      | Onbekend         | Mark Bordeos        | Onbekend                          |
| Nelson Martin    | Geen             | Angel De Julian     | Kuwait Cycling Project            |
|                  |                  | Edgar Nohales Nieto | Qinghai Tianyoude-BH Cycling Team |

## Renners
| Naam                            | Geboortedatum     | Nationaliteit | Ploeg 2014       |
| ------------------------------- | ----------------- | ------------- | ---------------- |
| Denver Casayuran                | 8 november 1990   | Filipijnen    | Geen             |
| Ryan Cayubit                    | 7 juni 1991       | Filipijnen    |                  |
| Angel De Julian (tot 20/05)     | 6 mei 1993        | Spanje        |                  |
| Marcelo Felipe                  | 10 februari 1990  | Filipijnen    |                  |
| Mark Galedo                     | 11 september 1985 | Filipijnen    |                  |
| Jae Yeon Im                     | 6 september 1991  | Zuid-Korea    | CCN Cycling Team |
| Cris Joven                      | 24 mei 1986       | Filipijnen    |                  |
| Nelson Martin (vanaf 01/10)     | 2 januari 1988    | Filipijnen    | Geen             |
| Edgar Nohales Nieto (tot 29/04) | 28 juli 1986      | Spanje        |                  |
| Kenny Nijssen                   | 6 september 1990  | Nederland     | Onbekend         |
| Dominic Perez                   | 1 oktober 1994    | Filipijnen    |                  |
| Roel Quitoy (vanaf 01/10)       | 31 oktober 1991   | Filipijnen    | Onbekend         |
| Jonipher Ravina                 | 22 juni 1981      | Filipijnen    |                  |

## Kalender (profwedstrijden)
geen

## Overwinningen
geen
2013 · 2014 · 2015 · 2016